# 辻本雄起
辻本 雄起（つじもと ゆうき、1987年8月16日 - ）は、日本のラグビー選手。

## プロフィール
- 兵庫県神戸市出身。
- ポジションはロック(LO)。
- 身長 190cm、体重 108kg
- ニックネームはツジ、じーつー。
- 関東代表に選ばれたことがある[1]。

## 略歴
ラグビーは5歳から始めた。
2005年、滝川高校卒業後、立命館大学に入学する。
2009年、立命館大学ラグビー部の主将に就任した。
2010年、立命館大学卒業後、サントリーサンゴリアスに加入。
2012年12月1日に行われたジャパンラグビートップリーグ第9節のNTTドコモレッドハリケーンズ戦に先発出場で公式戦初出場を果たす。 
2017年、サントリーサンゴリアスを退団した。